# Eeklo
Eeklo er en by i Flandern i det nordvestlige Belgien. Byen ligger i provinsen Østflandern, tæt ved grænsen til nabolandet Holland. Indbyggertallet er pr. 1. januar 2008 på 19.825, og byen har et areal på 30,05 km².